# 乌罗什·马罗维奇
乌罗什·马罗维奇（羅馬化：Uroš Marović，1946年7月4日—2014年1月23日），塞尔维亚男子水球运动员。他曾代表南斯拉夫国家队参加1968年、1972年和1976年夏季奥林匹克运动会水球比赛，获得一枚金牌。